# Giorgio Scarlatti

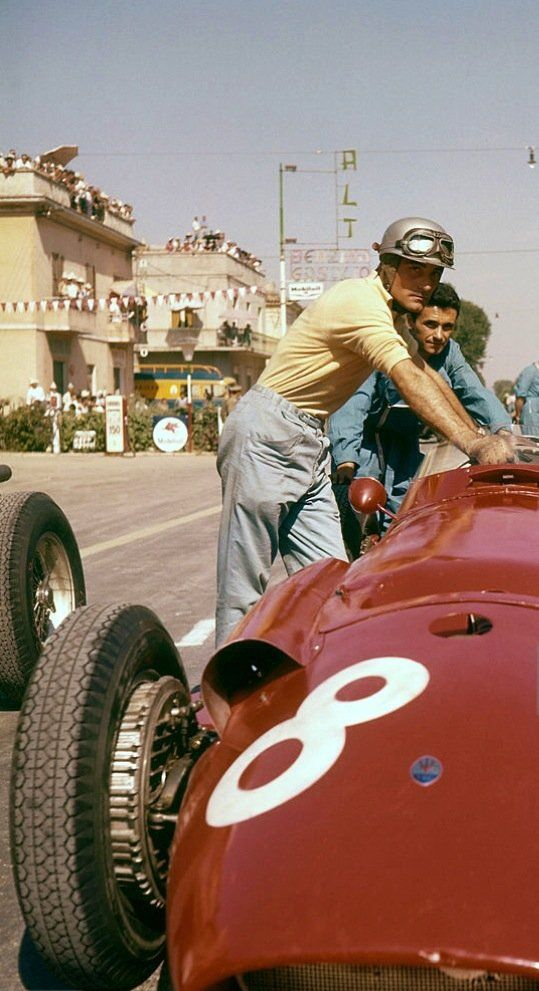
Giorgio Scarlatti in 1957

Giorgio Scarlatti (Rome, 2 oktober 1921 - aldaar, 26 juli 1990) was een autocoureur uit Italië. Tussen 1956 en 1961 nam hij deel aan 15 Grands Prix Formule 1 voor de teams Maserati, Scuderia Centro Sud en Cooper en scoorde hierin 1 WK-punt.